# زنان در جمهوری اسلامی ایران
زنان در جمهوری اسلامی ایران به وضعیت زنان ایران پس از انقلاب ۱۳۵۷ و آغاز دوره جمهوری اسلامی می‌پردازد.
ایران در سال ۲۰۰۹ از نظر شاخص تبعیض جنسیتی در گزارش مجمع جهانی اقتصاد در میان ۱۳۴ کشور در ردیف ۱۲۸ قرار گرفت. ایران در سال ۲۰۰۷ از لحاظ شاخص GEM که مرتبط با میزان مشارکت زنان می‌باشد در رتبه ۸۷ از میان ۹۳ کشور محاسبه شده قرار داشت همچنین در سال ۲۰۰۶ ایران از نظر شاخص‌های توسعه مسایل زنان، در رتبه ۸۴ قرار داشت و میزان درآمد مردان به‌طور متوسط دو و نیم برابر زنان بود همچنین میزان بیکاری زنان در این سال ۱۷۰ درصد مردان بوده‌است. طبق گزارش مرکز آمار ایران، در ۱۳۹۷ از صد در صد جمعیت شاغل در ایران ۱۸٫۲ درصد یعنی حدود ۴٫۳۴ میلیون را زنان تشکیل می‌دهند. از ۳ میلیون ۲۶۰ هزار نفر بیکار، ۱۰۱۰۶۰۰ یعنی ۳۱ درصد را زنان تشکیل می‌دهند.
بر اساس همین گزارش نرخ مشارکت اقتصادی زنان ایران ۱۰ درصد کمتر از زنان خاورمیانه است.
زنان بسیاری در انقلاب ۱۳۵۷ شرکت داشتند.
پس از انقلاب ۱۳۵۷، رعایت حجاب برای زنان اجباری شد. بر اساس قانون مجازات اسلامی، زنانی که حدود شرعی حجاب اسلامی را رعایت نمی‌کنند، می‌توانند به هفتاد ضربه شلّاق یا شصت روز حبس تعزیری محکوم شوند.
پس از انقلاب ۱۳۵۷، دبیرستان‌های دختران و پسران از یکدیگر جدا شد و بانوانی در منصب‌های دولتی حضور داشته یا به عنوان نمایندگان مجلس برگزیده شده‌اند؛ با این حال زنان حق اشتغال در برخی امور مانند قهوه‌خانه‌ها را ندارند. از میان زنان که سهم بیشتری از قدرت و احترام را پس از انقلاب اسلامی داشته‌اند، می‌توان معصومه ابتکار، مرضیه دباغ و مرضیه وحید دستجردی را نام برد. در همین دوران یک بانوی ایرانی(شیرین عبادی) اولین ایرانی برنده جایزه نوبل شد. بانوی ایرانی دیگری (انوشه انصاری) عنوان اولین فضانورد ایرانی را کسب کرد. بسیاری از بانوان ایران برنده جوایز مهم جهانی در زمینه سینما و هنر شدند. همچنین محمود احمدی‌نژاد برای نخستین بار در تاریخ جمهوری اسلامی ایران ۳ زن را برای تصدی مقام وزارت به مجلس معرفی کرد که فقط یکی از آن‌ها (وزیر بهداشت) موفق به اخذ رأی اعتماد شد.

## پس از انقلاب
خمینی پس از به قدرت رسیدن از مشارکت زنان قدردانی می‌کرد. در ماه مه ۱۹۷۹، خمینی خطاب به حضار خود صحبت کرد و در مورد فاطمه زهرا گفت: «فاطمه (س) بعد از پدرش ۷۵ روز زنده بودند در این دنیا، و حزن و شدت بر ایشان غلبه داشت و جبرئیل امین می‌آمد خدمت ایشان و به ایشان تعزیت عرض می‌کرد و مسائلی از آینده نقل می‌کرد. ظاهر روایت این است که در این ۷۵ روز مراوده ای بوده‌است؛ یعنی، رفت و آمد جبرئیل زیاد بوده‌است و گمان ندارم که غیر از طبقه اول از انبیاء عظام دربارهٔ کسی اینطور وارد شده‌است که در ظرف ۷۵ روز جبرئیل امین رفت و آمد داشته‌است و مسائلی را در آتیه ای که واقع می‌شده‌است، مسائلی را ذکر کرده‌است و آنچه که به ذریه او می‌رسیده‌است در آتیه ذکر کرده‌است و حضرت امیر آنها را نوشته‌است … مسئله آمدن جبرئیل برای کسی یک مسئله ساده نیست. خیال نشود که جبرئیل برای هر کسی می‌آید و امکان دارد بیاید. این یک تناسب لازم است بین روح آن کسی را که جبرئیل می‌خواهد بیاید و مقام جبرئیل که روح اعظم است… تا تناسب مابین روح این کسی که جبرئیل می‌آید پیش او و بین جبرئیل که روح اعظم است، نباشد، امکان ندارد این معنا و این تناسب بین جبرئیل که روح اعظم است و انبیای درجه اول بوده‌است مثل رسول خدا و موسی و عیسی و ابراهیم و امثال اینها، بین همه کس نبوده‌است… فقط این است که برای حضرت زهرا (س) است که آن که من دیده‌ام که جبرئیل به‌طور مکرر در این ۷۵ روز وارد می‌شده و مسائل آتیه ای که بر ذریه او می‌گذشته‌است، آن مسائل را می‌گفته‌است و حضرت امیر هم ثبت می‌کرده‌است… در هر صورت، من این شرافت و فضیلت را از همه فضایلی که برای حضرت زهرا ذکر کرده‌اند ـ با اینکه آنها هم فضایل بزرگی است ـ این فضیلت را من بالاتر از همه می‌دانم که برای غیر انبیاء (علیهم السلام) آن هم نه همه انبیاء، برای طبقه بالای انبیا (علیهم السلام) و (بعض) از اولیائی که در مرتبه آنها هست، برای کس دیگر حاصل نشده… و این از فضایلی است که از مختصات حضرت صدیقه (سلام االله علیها) است.»
و از فاطمه به عنوان الگوی زنان صحبت کرد. او گفت که حتی اگر فاطمه با جبرئیل دیدار کرد، اما این چیزی نیست که او را خاص کند. از نظر وی، ویژگی‌های تحسین‌برانگیز او موقعیت معنوی خاص و ویژگی اخلاقی عالی او بوده‌است. وی در ادامه توضیح داد که فاطمه می‌توانست با این مقام معنوی متولد شود یا فاطمه می‌توانست نوعی تجربه عرفانی بی نظیر را تجربه کند. به همین دلیل آیت الله معتقد بود که او الگوی ایدئال زن را نشان می‌دهد. تعالی اخلاقی فاطمه در سه فعالیت به هم پیوسته مشاهده می‌شود: مبارزه، الهام بخشیدن به مردان و رنج‌ها. فاطمه از شوهرش به عنوان یک مسلمان با ایمان الهام گرفت. خمینی با الهام از زنان ایران و چگونگی تلاش آنها برای پیروی از دعوت‌های مذهبی خود مانند فاطمه یاد کرد.
خمینی روز ولادت فاطمه زهرا را روز زن نامید.

## حقوق
- چهار فعال حقوق زنان به نام‌های مریم محمدی، ناهید شقاقی، اکرم نصیریان و اسرین درکاله، در ۱۹ آذر ۱۳۹۸ به اتهام «اجتماع و تبانی»، «تبلیغ علیه نظام» و «تظاهر به عمل حرام با مصداق بی‌حجابی» هر کدام به ۴ سال و ۲ ماه زندان محکوم شده بودند، که در روز سه‌شنبه ۲۷ اسفند ۱۳۹۸ برای اجرای حکم فراخوانده شدند.[۱۰]
- مریم ابراهیم وند، نویسنده، کارگردان و تهیه‌کننده سینما که به دلیل تهیه فیلم «۲۴ سپتامبر» از تاریخ ۳۱ تیر ۹۷ در زندان به‌صورت بلاتکلیف به‌سر می‌برد، از روز دوشنبه ۱ اردیبهشت ۱۳۹۹ در اعتراض به تداوم بازداشت و بلاتکلیفی، عدم برخورداری از حق داشتن وکیل، عدم اجازه مطالعه پرونده و دخالت نهادهای امنیتی در روند رسیدگی به پرونده دست به اعتصاب غذا زده‌است.[۱۱]
- نرگس محمدی از ۱۵ اردیبهشت ۹۴ برای سپری کردن محکومیت ۱۶ ساله خود زندانی است. شش سال این محکومیت به دلیل تبلیغ علیه نظام و ۱۰ سال دیگر به خاطر فعالیت او در کمپین «گام به گام تا لغو مجازات اعدام» صادر شده‌است.[۱۲]
- در تاریخ ۱۷ اردیبهشت ۱۳۹۹ رها احمدی، فعال حقوق زنان، به اتهام «اجتماع و تبانی» به ۲ سال زندان محکوم شد. وی از ۹ ماه پیش در بازداشت موقت بوده و حتی یک روز هم به مرخصی نرفته‌است.[۱۳]
- در ۱۷ اردیبهشت ۱۳۹۹ نسرین جوادی، از بازداشت شدگان روز جهانی کارگر سال ۹۸، به اتهام «اجتماع و تبانی برای اقدام علیه امنیت کشور» به ۵ سال زندان محکوم شد.[۱۴]
- ۲۶ اردیبهشت ۱۳۹۹ ژیلا کرم زاده مکوندی، فعال مدنی به صورت غیابی و بدون تشکیل جلسه دادرسی به اتهام «اجتماع و تبانی به قصد برهم زدن امنیت کشور» و «فعالیت تبلیغی علیه نظام» به ۶ سال زندان محکوم شد.[۱۵]
- ۲۷ اردیبهشت ۱۳۹۹ فریبا عادل‌خواه به ۶ سال زندان به اتهام «اجتماع و تبانی برای اقدام علیه امنیت ملی» و «تبلیغ علیه نظام» محکوم شد.[۱۶]
- ۲۶ اردیبهشت ۱۳۹۹ مژگان کاوسی به ۵ سال و ۹ ماه زندان محکوم شد. وی در ۲۹ آبان ۱۳۹۸ در اعتراضات آبان ماه در منزل خودش در نوشهر دستگیر و بازداشت شده بود.[۱۷]
- ۳ خرداد ۱۳۹۹ سهیلا حجاب به اتهام‌های «تبلیغ علیه نظام، اجتماع و تبانی، تشویش اذهان عمومی به قصد آشوب و تشکیل گروه غیرقانونی» در مجموع به ۱۸ سال زندان تعزیری محکوم شد. بنا بر گفته یک منبع مطلع به خبرگزاری هرانا، موقع خروج سهیلا حجاب از دادگاه در جلوی دادگستری مأموران اطلاعات سپاه او را دستگیر و مورد ضرب و شتم قرار دادند، به‌طوری که یکی از آنها که بازجوی سابق وی بوده موهای او را گرفته و روی زمین کشیده و داخل ماشین سپاه می‌اندازد و به زندان قرچک ورامین منتقل می‌کنند.[۱۸] از سه‌شنبه ۲۷ خرداد ۱۳۹۹ سهیلا حجاب در اعتراض به نگهداری خود در زندان قرچک ورامین و عدم انتقال به زندان اوین دست به اعتصاب غذا زده‌است.[۱۹]
- ۱ خرداد ۱۳۹۹ سپیده فرهان به اتهام اجتماعی و تبانی علیه امنیت کشور به ۲ سال زندان تعزیری محکوم شد. وی در ۱۱ دی ۱۳۹۸ بازداشت شده بود و هم‌اکنون در زندان اوین زندانی می‌باشد.[۲۰]
- ۲ مرداد ۱۳۹۹ یاسمین حنیفه طباطبایی، فعال سیاسی و از اعضای شورای جبهه دموکراتیک ایران، در حالی که در ۲۲ تیر به صورت غیرعلنی و بدون حضور وکیل محاکمه شده بود، به اتهام «تبانی و تبلیغ علیه نظام» به یک سال زندان، چهار ماه کار اجباری در خانه سالمندان، و دو سال محرومیت از فعالیت سیاسی، شرکت در احزاب، و دسته‌جات محکوم شد.[۲۱]
- شهین خاکپور، فعال سیاسی ساکن شیراز، به ۱۸ سال زندان محکوم و در ۵ مهر ۱۳۹۹ این حکم به اجرا گذاشته شد. حکم وی در ۲۰ شهریور تأیید شده بود.[۲۲]
- ۲۲ آذر ۱۳۹۹ دو فعال حقوق زنان به نام‌های هدی عمید، وکیل دادگستری و فعال حقوق زنان، به هشت سال زندان و دو سال محرومیت از برخی حقوق اجتماعی از جمله اشتغال به وکالت دادگستری، و نجمه واحدی، دانش‌آموخته جامعه‌شناسی و فعال حقوق زنان، به هفت سال زندان و دو سال محرومیت از برخی فعالیت‌های اجتماعی به اتهام «همکاری با دولت متخاصم آمریکا علیه جمهوری اسلامی در موضوع زنان و خانواده» محکوم شدند.[۲۳]